# Unterseeboot 37 (1938)
Pour les articles homonymes, voir Unterseeboot 37.
Le Unterseeboot 37 (ou U-37) est un sous-marin allemand construit pendant la Seconde Guerre mondiale.
Il est commandé dans le cadre du plan Z le 29 juillet 1936 en violation du traité de Versailles qui proscrit la construction de ce type de navire par l'Allemagne.
Ce  sous-marin a obtenu le 7e meilleur palmarès de tous les U-Boote de la Seconde Guerre mondiale avec un total de 202 528 tonneaux de navires coulés (55 navires).

## Historique

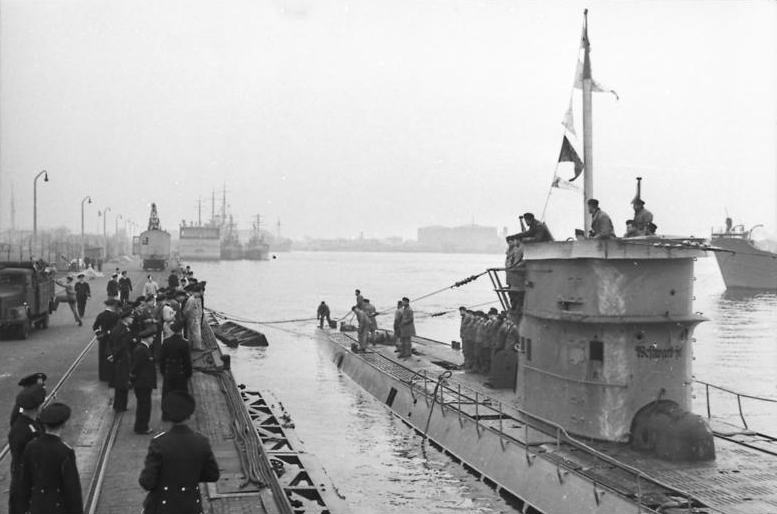
L'U-37 à Wilhelmshaven en avril 1940

Avant le début de la guerre, il est affecté à la flottille de combat Unterseebootsflottille Handius à Kiel en Allemagne jusqu'à la dissolution de la flottille en décembre 1939. L'U-37 rejoint alors la 2. Unterseebootsflottille à Wilhelmshaven, puis Lorient le 12 août 1940 et y reste jusqu'au 30 avril 1941.
Il réalise sa première patrouille quittant le port de Wilhelmshaven le 19 août 1939 sous les ordres de Heinrich Schuch. Après 28 jours en mer, il retourne à Wilhelmshaven le 15 septembre 1939.
L'Unterseeboot 37 effectue 11 patrouilles dans lesquelles il coule 53 navires marchands pour un total de 200 124 tonneaux et 2 navires de guerre pour un total de 2 404 tonnes et endommage 1 navire marchand de 9 494 tonneaux au cours de ses 280 jours en mer qu'il effectua.
Après sa onzième patrouille, l'U-Boot est déclassé et part à Pillau en Prusse-Orientale rejoindre la 26. Unterseebootsflottille comme navire-école pour l'entraînement des équipages jusqu'au 31 mars 1942, puis la 22. Unterseebootsflottille à Gotenhafen toujours comme navire-école.

Le 1er juillet 1944, il rejoint sa nouvelle base à Stettin en Poméranie allemande au sein de la 4. Unterseebootsflottille comme navire expérimental.
Répondant à l'ordre lancé par l'amiral Karl Dönitz dans l'Opération Regenbogen, l'U-37 est sabordé le 8 mai 1945 par son équipage dans la baie de Sønderborg au Danemark à la position géographique de 54° 55′ N, 9° 47′ E.
 Après la guerre, il est renfloué, puis démoli.

## Affectations successives
- Unterseebootsflottille Handius du 1er avril 1938 au 31 août 1939 (service actif)
- 6. Unterseebootsflottille du 1er septembre 1939 au 31 décembre 1939 (service actif)
- 2. Unterseebootsflottille du 1er janvier 1940 au 30 avril 1941 (service actif)
- 26. Unterseebootsflottille du 1er mai 1941 au 31 mars 1942 (navire-école)
- 22. Unterseebootsflottille du 1er avril 1942 au 30 juin 1944 (navire-école)
- 4. Unterseebootsflottille du 1er juillet 1944 au 3 mai 1945 (navire-école)

## Commandement
- Kapitänleutnant Heinrich Schuch du 4 août 1938 au 24 septembre 1939
- Korvettenkapitän Werner Hartmann du 25 septembre 1939 au 6 mai 1940
- Kapitänleutnant Victor Oehrn du 6 mai 1940 au 26 octobre 1940
- Kapitänleutnant Asmus Nicolai Clausen du 26 octobre 1940 au 2 mai 1941
- Kapitänleutnant Ulrich Folkers du 3 mai 1941 au 15 novembre 1941
- Oberleutnant zur See Gustav-Adolf Janssen du 16 novembre 1941 au 30 juin 1942
- Oberleutnant zur See Albert Lauzemis du 1er juillet 1942 au 3 janvier 1943
- Oberleutnant zur See Hinrich Kelling du 4 janvier 1943 au 19 novembre 1943
- Oberleutnant zur See Peter Gerlach du 20 novembre 1943 au 8 janvier 1944
- Oberleutnant zur See Wolfgang Seiler du 9 janvier 1944 au 21 décembre 1944
- Kapitänleutnant Eberhard von Wenden du 22 décembre 1944 au 8 mai 1945

## Patrouilles
|       | Commandant                   | Départ            | Départ        | Arrivée           | Arrivée       | Jours     | Succès    |
| ----- | ---------------------------- | ----------------- | ------------- | ----------------- | ------------- | --------- | --------- |
| 1     | Heinrich Schuch              | 19 août 1939      | Wilhelmshaven | 15 septembre 1939 | Wilhelmshaven | 28 jours  |           |
| 2     | KrvKpt. Werner Hartmann      | 5 octobre 1939    | Wilhelmshaven | 8 novembre 1939   | Wilhelmshaven | 35 jours  | 35 305    |
| 3     | KrvKpt. Werner Hartmann      | 28 janvier 1940   | Wilhelmshaven | 7 février 1940    | Wilhelmshaven | 31 jours  | 24 539    |
| 4     | KrvKpt. Werner Hartmann      | 30 mars 1940      | Wilhelmshaven | 18 avril 1940     | Wilhelmshaven | 20 jours  | 18 715    |
| 5     | Kptlt. Victor Oehrn          | 15 mai 1940       | Wilhelmshaven | 9 juin 1940       | Wilhelmshaven | 26 jours  | 50 701    |
| 6     | Kptlt. Victor Oehrn          | 1er août 1940     | Wilhelmshaven | 12 août 1940      | Lorient       | 12 jours  | 9 130     |
| 7     | Kptlt. Victor Oehrn          | 17 août 1940      | Lorient       | 14 août 1940      | Lorient       | 31 jours  | 24 409    |
| 8     | Kptlt. Victor Oehrn          | 24 septembre 1940 | Lorient       | 22 octobre 1940   | Lorient       | 29 jours  | 30 100    |
| 9     | Ltn. Asmus Nicolai           | 28 novembre 1940  | Lorient       | 7 janvier 1941    | Lorient       | 41 jours  | 11 201    |
| 10    | Kptlt. Asmus Nicolai Clausen | 30 janvier 1941   | Lorient       | 18 février 1941   | Lorient       | 20 jours  | 4 781     |
| 11    | Kptlt. Asmus Nicolai Clausen | 27 février 1941   | Lorient       | 22 mars 1941      | Kiel          | 24 jours  | 3 141     |
| Total | Total                        | Total             | Total         | Total             | Total         | 280 jours | 212 022 t |

Note : Ltn. = Leutnant zur See - Kptlt. = Kapitänleutnant - KrvKpt. = Korvettenkapitän

Nota: Les noms de commandants sans indication de grade signifie que leur grade n'est pas connu avec certitude à notre époque (2013) à la date de la prise de commandement.

## Navires coulés
L'U-37 a coulé 53 navires marchands pour un total de 200 124 tonneaux et 2 navires de guerre pour un total de 2 404 tonnes et a endommagé 1 navire marchand de 9 494 tonneaux au cours des 11 patrouilles qu'il effectua. 

Le 19 décembre 1940, il torpille et coule par erreur le sous-marin français Sfax (classe 1 500 tonnes) et le cargo Rhône.
Ce U-boot a obtenu le 7e meilleur résultat de tous les U-Boots de la Seconde Guerre mondiale.
| Date              | Nom du navire   | Nationalité | Tonnage | Fait      |
| ----------------- | --------------- | ----------- | ------- | --------- |
| 8 septembre 1939  | Vistula         | Suède       | 1 018   | Coulé     |
| 12 octobre 1939   | Artis           | Grèce       | 4 810   | Coulé     |
| 15 octobre 1939   | Vermont         | France      | 5 186   | Coulé     |
| 17 octobre 1939   | Yorkshire       | Royaume-Uni | 10 183  | Coulé     |
| 24 octobre 1939   | Ledbury         | Royaume-Uni | 3 528   | Coulé     |
| 24 octobre 1939   | Menin Ridge     | Royaume-Uni | 2 474   | Coulé     |
| 24 octobre 1939   | Tafna           | Royaume-Uni | 4 413   | Coulé     |
| 30 octobre 1939   | Thrasyvoulos    | Grèce       | 3 693   | Coulé     |
| 4 février 1940    | Hop             | Norvège     | 1 365   | Coulé     |
| 4 février 1940    | Leo Dawson      | Royaume-Uni | 4 330   | Coulé     |
| 10 février 1940   | Silja           | Norvège     | 1 259   | Coulé     |
| 11 février 1940   | Togimo          | Royaume-Uni | 290     | Coulé     |
| 15 février 1940   | Aase            | Danemark    | 1 206   | Coulé     |
| 17 février 1940   | Pyrrhus         | Royaume-Uni | 7 418   | Coulé     |
| 18 février 1940   | Elin            | Grèce       | 4 917   | Coulé     |
| 18 février 1940   | P.L.M. 15       | France      | 3 754   | Coulé     |
| 10 avril 1940     | Sveaborg        | Suède       | 9 076   | Coulé     |
| 10 avril 1940     | Tosca           | Norvège     | 5 128   | Coulé     |
| 12 avril 1940     | Stancliffe      | Royaume-Uni | 4 511   | Coulé     |
| 19 mai 1940       | Erik Frisell    | Suède       | 5 006   | Coulé     |
| 22 mai 1940       | Dunster Grange  | Royaume-Uni | 9 494   | Endommagé |
| 24 mai 1940       | Kyma            | Grèce       | 3 994   | Coulé     |
| 27 mai 1940       | Sheaf Mead      | Royaume-Uni | 5 008   | Coulé     |
| 27 mai 1940       | Uruguay         | Argentine   | 3 425   | Coulé     |
| 28 mai 1940       | Brazza          | France      | 10 387  | Coulé     |
| 28 mai 1940       | Julien          | France      | 177     | Coulé     |
| 28 mai 1940       | Maria Rosé      | France      | 2 477   | Coulé     |
| 29 mai 1940       | Telena          | Royaume-Uni | 7 406   | Coulé     |
| 1er juin 1940     | Ioanna          | Grèce       | 950     | Coulé     |
| 3 juin 1940       | Snabb           | Finlande    | 2 317   | Coulé     |
| 8 juin 1940       | Upwey Grange    | Royaume-Uni | 9 130   | Coulé     |
| 23 août 1940      | Keret           | Norvège     | 1 718   | Coulé     |
| 23 août 1940      | Severn Leigh    | Royaume-Uni | 5 242   | Coulé     |
| 24 août 1940      | Brookwood       | Royaume-Uni | 5 100   | Coulé     |
| 24 août 1940      | HMS Penzance    | Royaume-Uni | 1 025   | Coulé     |
| 25 août 1940      | Blairmore       | Royaume-Uni | 4 141   | Coulé     |
| 25 août 1940      | Yewcrest        | Royaume-Uni | 3 409   | Coulé     |
| 27 août 1940      | Theodoros T     | Grèce       | 3 409   | Coulé     |
| 27 septembre 1940 | Georges Mabro   | Égypte      | 2 555   | Coulé     |
| 28 septembre 1940 | Corrientes      | Royaume-Uni | 6 863   | Coulé     |
| 30 septembre 1940 | Heminge         | Royaume-Uni | 2 499   | Coulé     |
| 30 septembre 1940 | Samala          | Royaume-Uni | 5 390   | Coulé     |
| 6 octobre 1940    | British General | Royaume-Uni | 6 989   | Coulé     |
| 13 octobre 1940   | Stangrant       | Royaume-Uni | 5 804   | Coulé     |
| 1er décembre 1940 | Palmella        | Royaume-Uni | 1 578   | Coulé     |
| 2 décembre 1940   | Gwalia          | Suède       | 1 258   | Coulé     |
| 2 décembre 1940   | Jeanne M.       | Royaume-Uni | 2 465   | Coulé     |
| 4 décembre 1940   | Daphne          | Suède       | 1 513   | Coulé     |
| 16 décembre 1940  | San Carlos      | Espagne     | 223     | Coulé     |
| 19 décembre 1940  | Rhône           | France      | 2 785   | Coulé     |
| 19 décembre 1940  | Sfax            | France      | 1 379   | Coulé     |
| 9 février 1941    | Courland        | Royaume-Uni | 1 325   | Coulé     |
| 9 février 1941    | Estrellano      | Royaume-Uni | 1 983   | Coulé     |
| 10 février 1941   | Brandenburg     | Royaume-Uni | 1 473   | Coulé     |
| 7 mars 1941       | Mentor          | Grèce       | 3 050   | Coulé     |
| 12 mars 1941      | Petursey        | Islande     | 91      | Coulé     |

### Référence
1. ↑  (en) « Ships hit by U-37 - U-boat Successes - German U-boats », sur uboat.net (consulté le 14 avril 2021).

### Source
- (en) Cet article est partiellement ou en totalité issu de l’article de Wikipédia en anglais intitulé « German submarine U-37 (1938) » (voir la liste des auteurs).